# Rebelião de Cooper Do-nuts
A Rebelião de Cooper Do-nuts foi uma suposta rebelião contra o assédio policial com a população LGBT que aconteceu em um café de donuts 24-horas em Los Angeles durante os anos 50. Vários acontecimentos sobre a rebelião estão sob disputa, como se ela realmente aconteceu, a data, local e se o café era mesmo uma das filiais do Cooper Donuts. Há falta de evidências documentais sobre o caso, e o Departamento de Polícia de Los Angeles (LAPD, em inglês) afirma que quaisquer registros do acontecimento foram destruídos muito tempo atrás.
De acordo com John Rechy, que afirma ter estado no evento, a rebelião ocorreu em 1958 ou 1959, cerca de 10 anos antes da Rebelião de Stonewall em Nova Iorque, e é considerado por alguns historiadores como a primeira insurreição LGBT moderna nos Estados Unidos.

## Contexto
Poucas pessoas se declaravam como LGBT anos anos 50, pois havia consequências sociais e legais. Os bares gays eram um dos poucos lugares em que a comunidade era bem-vinda, mas os estabelecimentos também sofriam consequências legais por abrigar a comunidade, como a perda de sua licença para atuar. A lei de Los Angeles dizia que era ilegal para uma pessoa se apresentar com outro gênero que não fosse o que constasse em seu documento de identificação, algo que era frequentemente usado para prender clientes transgênero e cross-dressing. Por isso, muitos bares gays eram hostis com pessoas transgênero, e as proibiam de frequentar suas premissas.
O escritor John Rechy, que afirma ter presenciado o evento, descreveu a rotina de prisões em seu livro de 1963, City of Night. "Eles te interrogam, coletam suas digitais sem te registrar no sistema: É uma tática ilegal da polícia de LA para te deixar com medo de andar por aí". Os nomes dos indivíduos presos durante uma batida policial eram rotineiramente publicados pelos jornais locais, as "tirando do ármário". Normalmente, as vítimas dessas ações perdiam seus empregos e eram socialmente condenadas ao ostracismo. Sob a liderança de William H. Parker, a LAPD teve um aumento de 85% nas prisões de homossexuais se comparado com a década anterior. De acordo com o ativista LGBT Harry Hay, as batidas policiais contra a população LGBT eram comuns nessa época, e por vezes havia resistência.

## Rebelião
Por vezes, Rechy afirmou que o café ficava no 500º quarteirão da South Main Street, e não pertencia a franquia Cooper. O nome era usado genericamente para qualquer café de donuts. Uma versão comum da história é que Cooper Do-nuts era um café localizado na 215 South Main Street em Skid Row, no centro de Los Angeles. O café estava perto de dois bares gays, o Harold na 555 South Main Street, e The Waldorf na 521 South Main Street. Ele ficava aberto por toda a noite, e se tornou popular com a comunidade gay. De acordo com os relatos, na tarde de maio de 1959 (de acordo com Rechy escreveu em 1958), dois policiais entraram no café e pediram a identidade de diversos clientes, um tipo de assédio. Eles teriam tentado prender duas drag queens, dois homens trabalhadores do sexo, e um homem que estava procurando alguém para pegar. Rechy disse que tentaram prendê-lo, e descreveu o abuso da LAPD naquela noite como parte da rotina da polícia contra a comunidade LGBT.
Um dos presos protestou por não ter espaço o suficiente dentro da viatura, e as pessoas que estavam assistindo começaram a jogar café, donuts, xícaras e lixo nos policiais, que fugiram sem prender ninguém. A situação evoluiu para tumultos e celebrações nas ruas, com uma grande multidão de clientes ficando em volta dos bares gays, e outras pessoas da área ficaram sabendo sobre o ocorrido. Os reforços policiais teriam voltado e bloqueado a rua por toda a noite, e várias pessoas foram espancadas e presas. De acordo com Renchy, ele foi preso mas escapou.

## Legado
A Rebelião de Cooper Do-nuts é muitas vezes citada como a primeira rebelião gay dos Estados Unidos. Hay a identificou como a primeira rebelião especificamente contra o tratamento da polícia com pessoas LGBT. Alguns historiadores contestam sua significância, já que na época, ser abertamente gay já era uma rebelião por si, já que essas pessoas corriam o risco de serem presas e encarceiradas.[carece de fontes?] Mark Thompson, um historiador que viveu na mesma área que Renchy, escreveu: "Eu não descreveria o ocorrido como uma rebelião, mas como uma parte isolada da inquietação social que teve repercussões duradouras. Eu penso cada vez menos no dia em si e mais como uma lição para nós hoje".
Em 2020, a Downtown Los Angeles Neighborhood Council considerou tornar o Cooper Do-nuts um patrimônio histórico, e pediu que a LAPD cedesse documentos que corroborassem com a versão dos fatos narrada por Rechy. A LAPD revelou que não há documentos sobre o acontecimento, pois eles foram purgados ou destruídos. Apesar de não ser uma fonte primária, Nancy Valverde afirma que ela ouviu sobre o acontecimento pouco tempo depois por uma amiga lésbica.
Em 22 de junho de 2023, a Cidade de Los Angeles ergueu uma placa cerimonial para a Cooper Do-nuts entre a 2nd e a Main Street, e a LAPD desculpou-se formalmente pelo assédio feito aos cidadãos gays.